# Russell Kirk
Russell Amos Kirk (Plymouth, 19 oktober 1918 – Mecosta,  29 april 1994) was een Amerikaans moralist, historicus, politieke theoreticus, maatschappijcriticus, literaire criticus en romanschrijver die bekendheid kreeg door het ontwikkelen en nader vormgeven van een traditionalistische filosofie, gebaseerd op de ideeën van Edmund Burke. Zijn in 1953 verschenen boek, The Conservative Mind, was medebepalend voor de opkomst en geleidelijke ontwikkeling van het Amerikaanse conservatisme, de post-Tweede Wereldoorlogse conservatieve beweging in de VS. Hij schreef ook gotische fictie en spookverhalen.

## Conservatieve beginselen
Kirk ontwikkelde zes "canons" van conservatisme:
1. Een geloof in een opperste orde gebaseerd op traditie, openbaring of natuurrecht;
2. Een genegenheid voor de "de verscheidenheid en het mysterie" van het menselijke bestaan;
3. Een overtuiging dat samenlevingen orden en klassen vereisen die "natuurlijke" onderscheidingen benadrukken;
4. Een geloof dat eigendom en vrijheid nauw verwante concepten zijn;
5. Een vertrouwen in gewoonte, conventie en voorschrift; en
6. Een erkenning dat innovatie gekoppeld moet zijn aan bestaande tradities en gewoonten, wat een respect voor de politieke waarde van voorzichtigheid met zich meebrengt.

Volgens Kirk zijn Christendom en de Westerse beschaving "onvoorstelbaar apart van elkaar" en "alle cultuur ontstaat uit religie. Wanneer het godsdienstige vertrouwen vervalt, moet de cultuur achteruitgaan, hoewel het vaak lijkt te bloeien voor een periode nadat de religie die het heeft gevoed in ongeloof is gezonken."
- Bibsys: 90110516
- Biblioteca Nacional de España: XX971347
- Bibliothèque nationale de France: cb12329757f (data)
- CiNii: DA00745350
- Gemeinsame Normdatei: 119449285
- International Standard Name Identifier: 0000 0001 2284 5088
- Library of Congress Control Number: n79007261
- Nationale Bibliotheek van Letland: 000120788
- National Archives and Records Administration: 10581149
- Bibliotheek van het Japanse parlement: 001287054
- Nationale Bibliotheek van Tsjechië: jn20000603381
- Nationale Bibliotheek van Israël: 987007263979405171
- Nationale Bibliotheek van Polen: a0000002802996
- Nederlandse Thesaurus van Auteursnamen: 073872113
- Réseau des bibliothèques de Suisse occidentale: 02-A003456028
- LIBRIS: 397620
- Système universitaire de documentation: 032225911
- Virtual International Authority File: 120694522
- WorldCat: E39PBJmhJYbBWX9WgxKR69gFrq